# Rak brodawkowaty tarczycy
Rak brodawkowaty tarczycy (łac. carcinoma papillare glandulae thyroideae) − rodzaj raka tarczycy.

## Epidemiologia
Rak brodawkowaty obserwuje się najczęściej spośród nowotworów złośliwych tarczycy. Stanowi on ponad 60% ich przypadków. Pojawia się najczęściej pomiędzy 20. a 40. rokiem życia.

## Etiologia
W powstawaniu raka brodawkowatego tarczycy podejrzewa się udział protoonkogenu RET, kodującego białko receptorowe, podobnie jak w przypadku raka rdzeniastego. Carcinoma papillare występuje często wspólnie z zespołami polipowatości układu pokarmowego uwarunkowanymi genetycznie, jak zespół Cowden czy zespół Gardnera.
Nowotwór wywodzi się z komórek pęcherzykowych tarczycy.

## Morfologia
Różne przypadki raka brodawkowatego tarczycy cechują się odmienną morfologią. Może on być pojedynczy lub wieloogniskowy, o powierzchni ziarnistej lub brodawkowatej, może posiadać torebkę (w 10%) lub nie. Zwykle od otaczającego miąższu odgranicza się słabo, naciekając go. Obserwuje się w jego obrębie włóknienie i wapnienie, a ogniska niewielkich zwapnień układają się koncentrycznie w ciałka piaszczakowate (spotyka się je w połowie przypadków tego raka).
Komórki zazwyczaj układają się w struktury brodawkowate, otaczające rdzeń z naczyniem jedną lub kilkoma warstwami. Przyjmują kształt sześcienny. Istnieje ponadto odmiana pęcherzykowa, a także wysokokomórkowa. Obserwuje się w jej przypadku komórki wysokie, walcowate, o cytoplazmie eozynofilnej. Mogą tworzyć struktury zarówno brodawkowate, jak i pęcherzykowe. Zbudowane z nich guzy osiągają też większe rozmiary, niż w przypadku najpospolitszej odmiany. Wyróżnia się też odmianę kolumnokomórkową, a także cechującą się rozległym stwardnieniem. W przypadku guza o średnicy nieprzekraczającej 1 cm zbudowanego z komórek wysoko zróżnicowanych używa się terminu microcarcinoma papillare.
Ważną dla rozpoznania cechę stanowi wygląd jądra komórek rakowych, o sfałdowanej błonie jądrowej tworzącej rowki. W obrębie określanej jako delikatna równomiernie rozproszona i przypominająca matowe szkło chromatyny stwierdza się inkluzje cytoplazmy, w barwieniu kwasochłonne. Jądra te są często nazywane "Orphan Annie-eye nuclei", ponieważ ich wygląd pod mikroskopem przypomina oczy postaci z amerykańskiego komiksu Little Orphan Annie. Są one spotykane również w autoimmunologicznych zapaleniach tarczycy i w niektórych innych rzadkich nowotworach w obrębie głowy i szyi, takich jak gruczolakoraki języka i ślinianek.

## Przebieg i diagnostyka
Zwykle nie daje większych objawów. Z powodu ruchomości guza w badaniu fizykalnym nie odróżnia się go od zmiany łagodnej. W przypadku powstania przerzutów do węzłów chłonnych szyjnych odnotowuje się ich powiększenie. Zaawansowany proces nowotworowy objawiać się może chrypką, kaszlem i trudnościami w połykaniu i oddychaniu.
W badaniu scyntygraficznym rak brodawkowaty ujawnia się zwykle jako guzek zimny. Rozpoznanie opiera się zazwyczaj na biopsji aspiracyjnej cienkoigłowej. Musi być ono potwierdzone przez badanie histologiczne materiału uzyskanego podczas operacji.

## Rokowanie
Rokowanie określa się jako bardzo dobre. Gorsze rokowanie wiąże się z odmianą wysokokomórkową, spotykaną częściej u starszych ludzi. Rak daje przerzuty w pierwszej kolejności do węzłów chłonnych szyjnych. Przerzuty miejscowe znajdowano w 5-20% przypadków, odległe natomiast w 10-15%. Dziesięcioletnie przeżycie wynosi 98%, zależąc od budowy histologicznej nowotworu, naciekania sąsiednich tkanek i występowania przerzutów. W przypadku braku leczenia nowotwór prowadzi do śmierci.